# Économie de la Slovaquie
L’économie de la Slovaquie est en forte croissance depuis 2000, en particulier grâce aux bénéfices de son intégration à l’Union européenne et des réformes libérales menées par le gouvernement de Mikuláš Dzurinda. Depuis 1999, le taux de croissance annuel n'a ainsi cessé d'augmenter, passant de + 0,3 % à + 8,8 % en 2007. Le terme Tigre des Tatras est parfois employé, basé sur le terme tigre celtique.
À la faveur d'une main d'œuvre assez qualifiée, des salaires faibles et un droit du travail flexible, le pays attire de nombreuses entreprises industrielles. Après Volkswagen à Bratislava, c'est PSA Peugeot Citroën qui a annoncé un investissement à Trnava, puis Hyundaï Kia à Žilina. Le secteur de l'industrie automobile représente désormais un quart de la production industrielle slovaque, en hausse de 34 % par rapport à 2005. En 2007, 550 000 voitures auraient été assemblées dans le pays.
Hormis la métallurgie (vers la capitale et Košice), les principales activités du pays sont le bois et ses dérivés (région de Banská Bystrica et Ružomberok), les biens d'équipement et, à un degré moindre, l'électronique et l'habillement. Le pays exploite aussi du charbon. Le taux de chômage demeurait cependant de 17 % en 2004, malgré une croissance économique de 5,5 %. 
Le PIB se montait en 2008 à 95,4 milliards de dollars, soit 22 000 $ par habitant. L'impôt est à un taux unique de 19 %, et ce aussi bien pour les entreprises que pour les particuliers. 
Le pays présentait un fort taux de chômage lors de son intégration à l'Union européenne, qui a fortement chuté avant de brutalement ré-augmenter quand le pays est entré en récession lors de la crise économique de 2008-2010. En revanche, les finances publiques du pays étant saines, la Slovaquie a rejoint la zone euro en 2009.
Les revenus réels de la population augmentent d’environ 50 % entre 1970 et 1985, mais chutent dans les années 1990. Le produit intérieur brut n’a retrouvé le niveau de 1989 qu’en 2007.

## Histoire

### Monnaie
Le 17 novembre 1328, le roi Charles Robert d'Anjou instaure le premier Hôtel des monnaies slovaque à Kremnica, à proximité de riches mines d'or. Cet atelier fabriquera le ducat qui sera adopté dans toute l'Europe centrale. Sous l'empire austro-hongrois, l'hôtel des monnaies connaîtra l'apogée de son développement.
Le 1er janvier 2009, la Slovaquie, entrée dans l'Union européenne en 2004, abandonne sa monnaie nationale – la couronne slovaque et les hellers mis en circulation depuis 15 ans – et devient le 16e pays à rejoindre la zone euro. Le taux de change est établi à 1 € pour 30,126 couronnes. La Banque centrale européenne a délivré les 188 millions de billets de banque en euros, d'une valeur de sept milliards d'euros, nécessaire au passage à l'euro. L'hôtel des monnaies de Kremnica a fabriqué 400 millions d'exemplaires des premières pièces en euro slovaques. Elles sont distribuées depuis le 1er décembre 2008 dans des kits de 45 pièces d'une valeur de 16,6 € et échangées dans les bureaux de poste et les banques pour 500 couronnes slovaques. Les deux monnaies ont circulé pendant les seize premiers jours de janvier, avant que l'euro ne devienne la seule et unique monnaie valable dans le pays.

## Structure économique
L'ancienne ministre (de 1998 à 2002) Brigita Schmögnerová explique que : « Il y a toujours un consensus des dirigeants sur le dumping social. Depuis l’élargissement de l’Union européenne, les sociétés étrangères recherchent la main-d’œuvre la moins chère, mais, au lieu d’unir leurs forces, les gouvernements de la région rivalisent pour proposer le niveau de taxes le plus faible possible. » Lors de son entrée dans l’Union européenne en 2004, la Slovaquie instaure une imposition au taux unique intégral fixée à 19 %, tant sur les bénéfices des sociétés que sur les revenus et les biens de consommation. L’absence de progressivité de l’impôt entraine une forte augmentation des inégalités. Les dépenses en matière de santé, d’éducation ou de logement sont inférieurs à la moyenne européenne.

### Secteur primaire
En 2008, l'agriculture composait 3,7 % de l'économie slovaque. L'agriculture slovaque produit principalement des céréales, des pommes de terre, de la betterave sucrière, du houblon, des fruits; l'élevage principalement des porcs, des bœufs, de la volaille; le pays est également engagé dans la sylviculture.

### Industrie

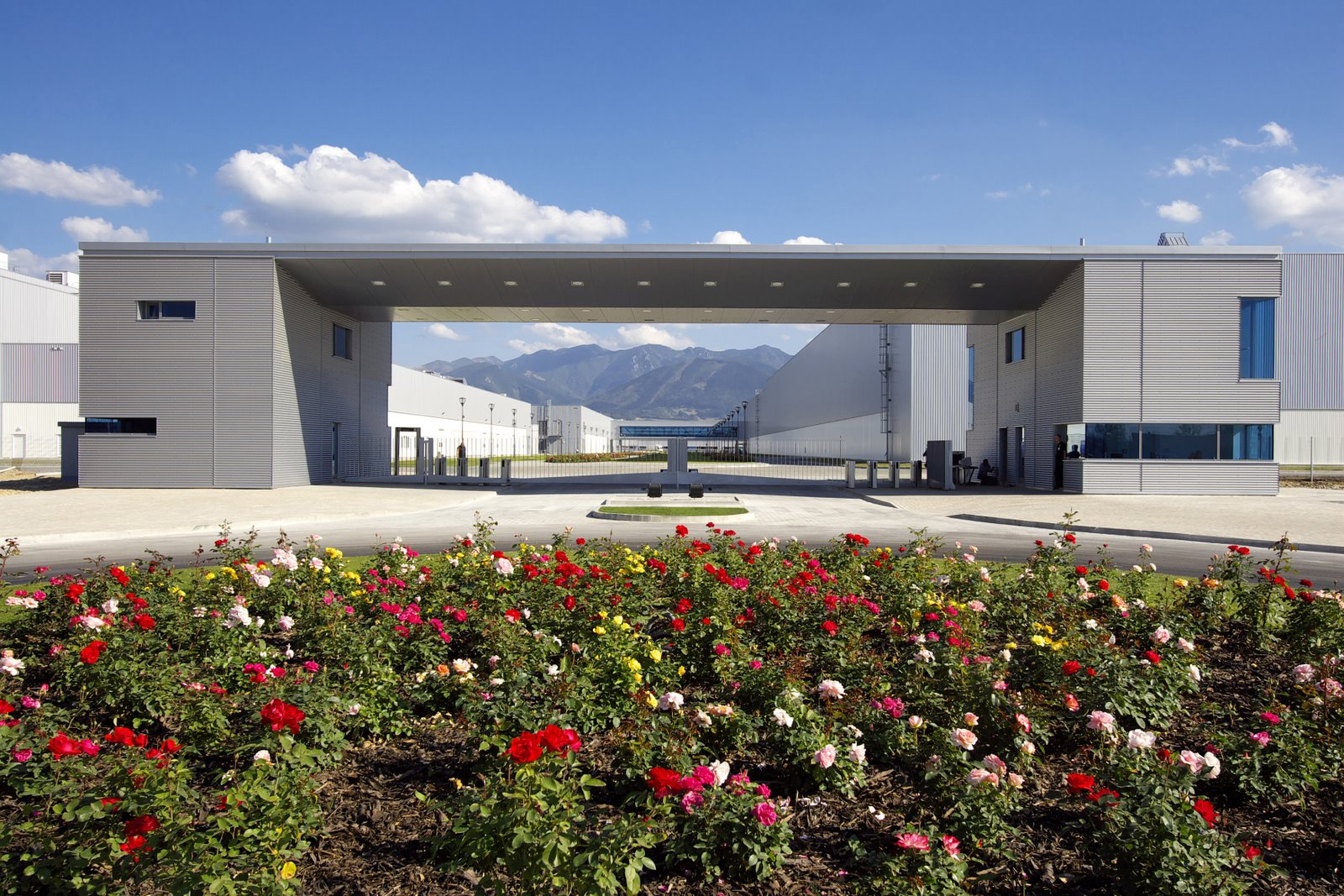
Usine d'assemblage automobile KIA à Žilina en 2006.

En 2008, les principaux secteurs industriels étaient: la métallurgie, l'agroalimentaire, l'énergie (électricité, gaz, coke, combustible nucléaire), la chimie et les fibres chimiques, les machines, la papeterie, la poterie et la céramique, les véhicules, les textiles, les équipements électriques et optiques et le caoutchouc.

## Infrastructures

### Routes, transports
Le réseau routier est en bon état dans l’ensemble, même s'il a peu d’autoroutes (excepté autour de Bratislava, qui est relié à 4 autoroutes, y compris vers Vienne). L entree dans l Union Europeenne en 2004 a permis de financer ce reseau autoroutier. La capitale connaît des problèmes d'embouteillage.
Železnice Slovenskej republiky (ŽSR, Réseaux ferrés de la république slovaque) est la société de droit public qui gère l'infrastructure ferroviaire en Slovaquie. Le réseau est dense et en bon état, même si les trajets sont longs et certains trains vétustes.
L'aéroport principal du pays est l'aéroport M. R. Štefánik à 9 kilomètres de Bratislava (qui est aussi proche de l'aéroport de Vienne-Schwechat en Autriche). D'autres aéroports pour passagers se trouvent à Košice et Poprad.

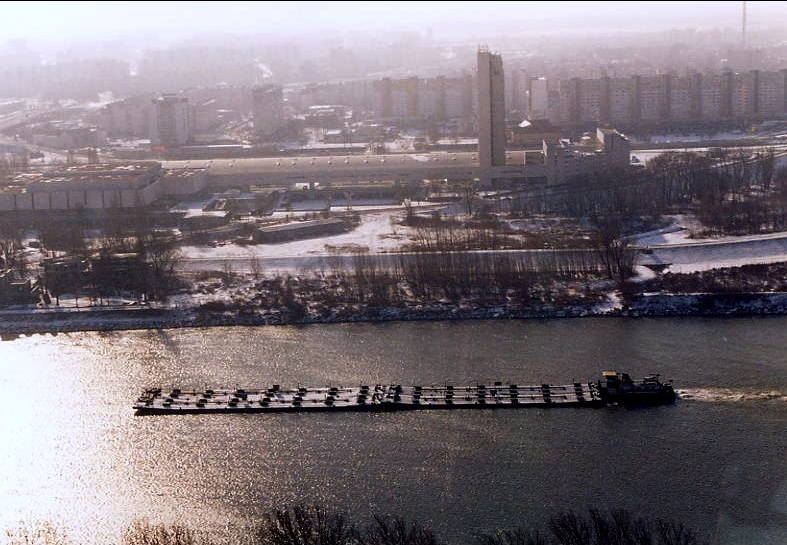
Barges sur le Danube à Bratislava

Le Danube sur 172 kilomètres est la seule voie navigable de Slovaquie. Du fait que le fleuve se situe en grande partie sur la frontière avec la Hongrie tous les projets d'aménagement comme par exemple le barrage de Gabčíkovo doivent se faire en concertation avec ce dernier. Les ports fluviaux principaux sont à Bratislava et Komárno.

### Énergie
La Slovaquie est traversée par d'importants gazoducs, tel que le gazoduc Transgas reliant l'Ukraine à l'Autriche (et le hub de Baumgarten an der March). Son importance stratégique pour le gaz naturel devrait décroître à l'avenir avec l'ouverture du gazoduc Nabucco. Elle est également traversée par l'oléoduc Droujba.
Le pays est importateur d'électricité (de peu), mais dépend principalement d'importations pour son pétrole et son gaz naturel.

### Télécommunications
La Slovaquie est doté d'un réseau téléphonique moderne, qui s'est largement étendu ces dernières années, principalement avec les services mobiles. Le réseau est en train d'être converti au numérique et à la fibre optique, particulièrement dans les grandes villes. Le service mobile est fourni par 3 entreprises. Le pays a 3 commutateurs internationaux, un à Bratislava et deux à Banská Bystrica. Le pays participe à des projets de communication internationaux. En 2009, le pays avait 867 615 hôtes Internet, et 3 566 000 utilisateurs d'internet en 2008.

## Capital humain

### Population active
En 2008, la population active était estimée à 2 254 000 personnes (113e place mondiale). 4 % était employée dans l'agriculture, 39 % dans l'industrie et 56,9 % dans les services.
Environ 10 % de la population active slovaque est expatriée en 2014.

### Chômage
En 2008, le taux de chômage était estimé à 7,7 % (104e place mondiale).
En 2017, le pays présente un niveau de chômage parmi les plus élevés d'Europe, avec 7,1 % de la population active sans emploi depuis plus d’un an.

### Éducation
Le taux d'alphabétisation est de 99,6 % ; le pays dépense 3,9 % de son PIB pour l'éducation (111e rang mondial).

## Partenaires commerciaux
La balance commerciale slovaque est légèrement négative. En 2008 ses importations étaient de 73 620 000 000 $ contre des exportations de 72 570 000 000 $. Les partenaires commerciaux de la Slovaquie étaient principalement des pays de l'Union européenne, la Russie, la Corée du Sud et la Chine. Un quart des exportations en 2004 étaient des véhicules.
Une arrivée massive dans les années 1990 de groupes français et allemands ont initié la Slovaquie à la société de consommation et aux chaînes de grande distribution.